# Zamia amazonum
Zamia amazonum D.W.Stev., 2001 è una pianta appartenente alla famiglia delle Zamiaceae.

## Distribuzione e habitat
Zamia amazonum cresce principalmente in Brasile (Amazonas), in Colombia (Vaupés), in Ecuador (Morona-Santiago, Napo, Sucumbíos), e in Perù (Loreto).

## Conservazione
La IUCN Red List classifica Z. amazonum come specie a rischio minimo (Least Concern).